# Asteroide binario

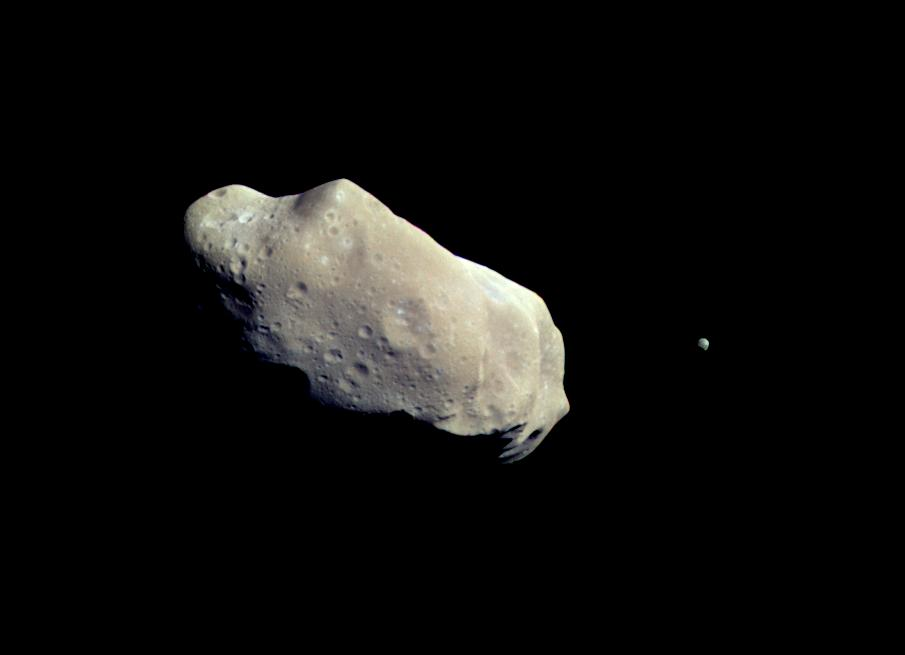
L'asteroide 243 Ida e la sua piccola luna Dactyl

Il termine asteroide binario (o asteroide doppio) si riferisce ad un sistema dove due asteroidi orbitano attorno ad un centro di gravità comune, come le stelle binarie.
Gli asteroidi che hanno lune di circa la stessa dimensione sono a volte chiamati "doppi asteroidi". Un esempio è il sistema 90 Antiope. (Si veda: luna asteroidale)
Alcuni probabili asteroidi binari potrebbero essere: 12 Victoria, 15 Eunomia, 44 Nysa, 2016 AZ8.